# 黄守谦府第旧址
黄守谦府第旧址，位于中国广东省汕尾市海丰县海城镇第三居委寨仔埔，为海丰县的一个县级文物保护单位，类型为古建筑，公布时间为2004年12月31日。
黄守谦府第旧址是明朝进士黄守谦的旧宅，黄守谦因不愿归顺清朝，房产被清廷查没。